# フェルナンド・コレア
フェルナンド・エドガルド・コレア・アジャラ（Fernando Edgardo Correa Ayala、1974年1月6日 - ）は、ウルグアイ・モンテビデオ出身の元サッカー選手、サッカー指導者。現役時代のポジションはFW。元ウルグアイ代表。

## 経歴
1992年、ウルグアイのCAリーベル・プレートにてプロデビュー。1995年の夏にアトレティコ・マドリードへと引き抜かれると、1996-97シーズンからの2シーズンのラシン・サンタンデールへのレンタル移籍を経て、2001-02シーズンにはセグンダ・ディビシオンに降格していたアトレティコ・マドリードで13得点を挙げてプリメーラ復帰に貢献した。
2002-03シーズン終了後、契約満了でアトレティコを去ると、その後はスペイン各地のクラブを転々とし、2006年には古巣リーベル・プレートへと復帰。翌年は中国の上海申花足球倶楽部にも短期間ながら在籍した。2011年、3度目の加入となったリーベル・プレートにて現役を引退した。
また、ウルグアイ代表として国際Aマッチ通算4試合に出場している。初キャップは、1994年10月19日のペルー代表との親善試合である。
現役引退後の2018年1月7日、CAセロで監督に就任したことが発表された。